# Type 67 (metralhadora)
A Type 67 é uma metralhadora de uso geral, com câmara para o cartucho 7,62×54mmR, anteriormente usada pelo Exército de Libertação Popular.

## História
A metralhadora Type 67 foi desenvolvida como uma substituta de peso leve para as metralhadoras médias de 7,62 mm Type 53 (SG43) e Type 57 (SGM) em 1959. Os primeiros testes para a Type 67 começaram em 1963. A pesquisa sobre a arma foi liderada por Dr. Duo Ying Jian da Academia de Tecnologia Industrial de Pequim. Depois que as relações soviético-chinesas começaram a ruir, surgiram preocupações de que não seria prestada mais assistência tecnológica, incluindo o fornecimento de metralhadoras PKM de fabricação soviética.
O primeiro uso de combate da Type 67 foi com as forças Mujahideen lutando no Afeganistão, lutando contra as forças pró-soviéticas em 1980. Estas encontraram seu caminho através do contrabando em solo paquistanês. Na Guerra Civil Síria, a Type 67 é usada pelas forças da oposição síria que lutam contra as forças governamentais desde 2015. Sugere-se que estas foram provavelmente capturadas pelas tropas sírias. Também foi usada na Guerra Civil do Iêmen contra os Houthis.

## História do projeto
De acordo com uma análise do Comando de Materiais do Exército dos Estados Unidos, a Type 67 usa o mecanismo de disparo da DP, o cano de troca rápida da SG-43, um regulador de gás semelhante ao da RPD, o mecanismo de ferrolho da ZB vz. 30 e um mecanismo de alimentação modificado do tipo Maxim.
A coronha e o punho eram feitos de madeira com bipé integral não removível preso a um tubo de gás. Para usar a Type 67 a longo alcance, um tripé pode ser usado quando necessário. A Type 67 deveria inicialmente ser usada como uma metralhadora média (exclusivamente com tripé), mas os engenheiros chineses estudaram uma metralhadora de uso geral M60 capturada das forças militares lideradas pelos americanos na Guerra do Vietnã. Outras revisões de projeto foram feitas onde o bipé foi padronizado para uso.
Desde 1967, a Type 67 passou por duas modificações e melhorias de modelo, com os modelos mais recentes designados Type 67-1 e Type 67-2.

### Variantes
- Type 67-1: Possui um cano não estriado com o bipé preso ao cano abaixo da frente. Isso pode ser removido.[7] A coronha e o punho são feitos de plástico.[7]
- Type 67-2: Usa o mesmo cano, porém mais leve.[7] O tripé é usado em vez de um bipé, feito de aço estampado em vez de tubo de aço.[7] O operador pode anexar uma mira telescópica ou noturna.[7] Nos modelos de produção posteriores, a base da mira antiaérea é removida.[7]

## Operadores
- Bangladesh[1]
- Camboja[8]
- República Centro-Africana[9]
- Guiné Equatorial[9]
- Coreia do Norte[1]
- Palestina: Organização para a Libertação da Palestina
- Síria: Usado pelo Exército Sírio e pelo Exército Livre da Síria;[1]
- Tanzânia[10]
- Iêmen[1]

### Ex-operadores
- República Popular da China[1]
- Vietnã: Viet Cong e o Exército do Povo do Vietnã.[11]

### Operadores não estatais
- Estado Islâmico do Iraque e do Levante[12]